# Euzebiusz Smolarek
Euzebiusz 'Ebi' Smolarek (Łódź, 9 januari 1981) is een voormalig Pools betaald voetballer die bij voorkeur in de aanval speelde. In 2002 debuteerde hij in het Pools voetbalelftal, waarvoor hij meer dan veertig interlands speelde.

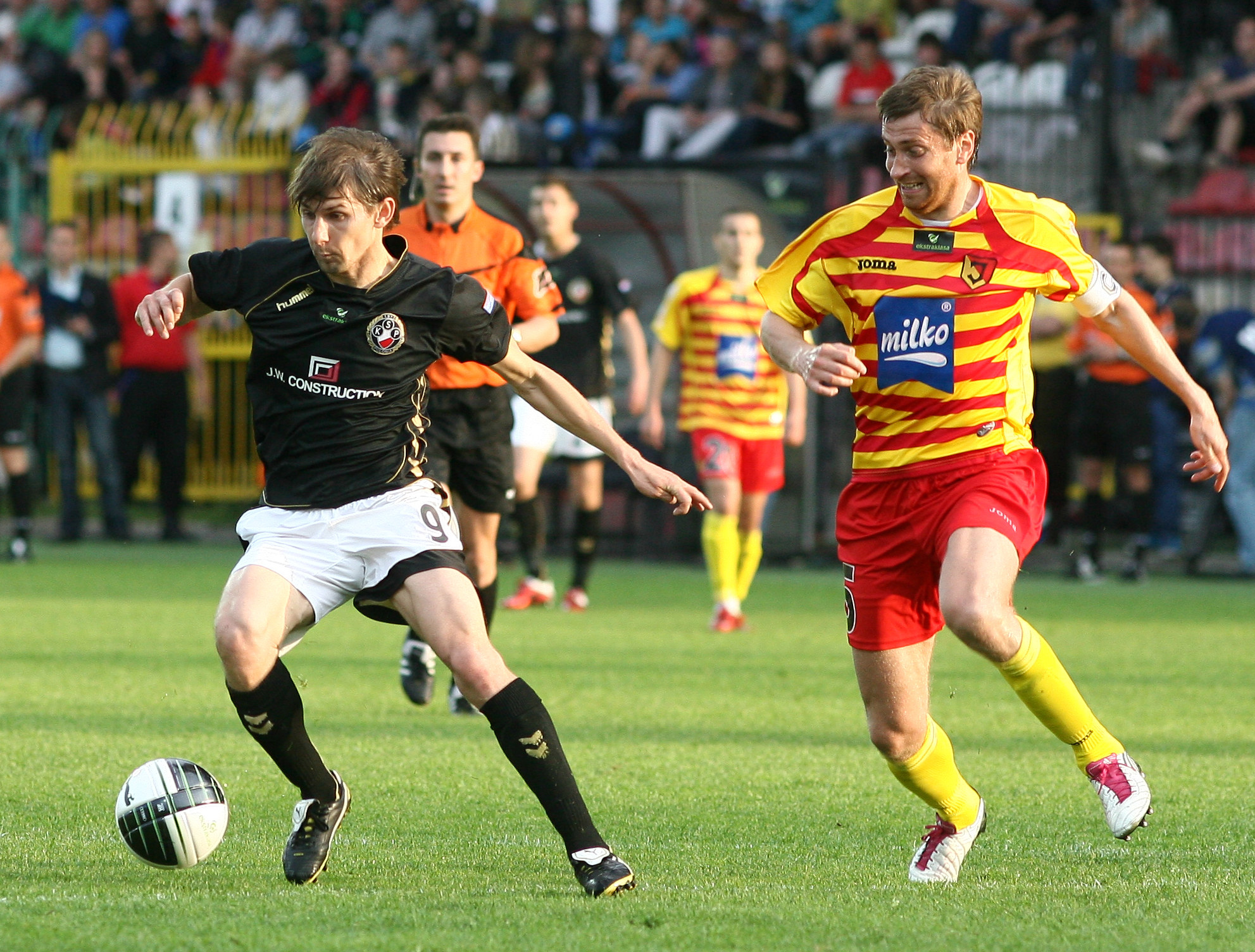
Euzebiusz Smolarek (links) in duel met Andrius Skerla

Smolarek is de zoon van Wlodi Smolarek.
Sinds april 2019 is hij voorzitter van de Poolse Vereniging voor Contractspelers.

## Carrière
Smolarek werd geboren in Polen, maar groeide vanaf 1988 op in Nederland, waar zijn vader Włodzimierz Smolarek als voetballer speelde voor achtereenvolgens Feyenoord en FC Utrecht. Het gezin vestigde zich in Nederland en Ebi doorliep er de jeugdopleiding van Feyenoord, waarvoor hij in 2000 debuteerde in het eerste elftal. In zijn eerste twee seizoenen speelde Smolarek 25 en 19 wedstrijden. Op 23 maart 2002 liep hij echter een zware knieblessure op in een wedstrijd tegen Sparta Rotterdam, die hem uiteindelijk 1,5 jaar aan de kant hield. Daarnaast bleek hij, enkele dagen voor zijn blessure, in de UEFA Cup-wedstrijd van Feyenoord tegen PSV bij de dopingcontrole positief te hebben getest op cannabinol een afbraakproduct van cannabis, dat Smolarek via reformproducten zou hebben binnen gekregen. Hij werd hiervoor uiteindelijk voor twee Europese wedstrijden geschorst. In het seizoen 2002-2003 speelde Smolarek geen wedstrijd voor de stadionclub, maar in het seizoen 2003-2004 werkte hij zich onder Bert van Marwijk terug in het elftal. In de zomer van 2004 werd Ruud Gullit de nieuwe trainer van Feyenoord, bij wie Smolarek in ongenade viel. In de eerste seizoenshelft speelde hij slechts 3 wedstrijden.
Januari 2005 maakte Smolarek, in eerste instantie op huurbasis, de overstap naar Borussia Dortmund. In de zomer van 2005 werd de overgang definitief. Bij Borussia Dortmund trof hij Van Marwijk als trainer, onder wie hij eerder ook speelde bij Feyenoord. Bij Dortmund kende Smolarek een goede periode, maar nadat Van Marwijk in december 2006 ontslagen werd, raakte ook Smolarek in ongenade. Tijdens het seizoen 2007-2008 stond hij onder contract bij het Spaanse Racing Santander, waar hij in zijn eerste seizoen een basisplaats had, maar dat hem in het seizoen 2008-2009 weer verhuurde aan Bolton Wanderers FC.
Smolarek tekende in juli 2010 een tweejarig contract bij Polonia Warschau, dat hem destijds transfervrij overnam van AO Kavala. Na een conflict met de clubeigenaar werd zijn verbintenis niettemin na één jaar ontbonden, waarop Smolarek in juli transfervrij naar Al-Khor vertrok. Op 31 januari 2012 werd bekend dat Smolarek zijn carrière zou gaan vervolgen bij ADO Den Haag. Hij tekende daar een contract dat hem in ieder geval tot in de zomer van 2012 verbond met een optie voor een volgend seizoen.
Smolarek maakte zijn debuut voor het Pools voetbalelftal op 13 februari 2002 tegen Noord-Ierland. Hij speelde tijdens het WK 2006 en EK voetbal 2008 alle wedstrijden. Hij scoorde drie keer voor zijn land in de gewonnen EK-kwalificatiewedstrijd tegen Kazachstan. Smolarek scoorde tijdens een 10-0-zege op San Marino vier keer.
Smolarek werd drie maal achter elkaar uitgeroepen tot beste Poolse speler van het jaar en nam in 2008 de beker in ontvangst voor beste sporter van het land.

## Schorsing
In mei 2002 werd in zijn urine een verhoogde concentratie van de stof delta-9-tetrahydrocannabinol (THC) aangetroffen. De dopingcontrole vond plaats na de Europacupwedstrijd van Feyenoord. Hij werd door de UEFA voor drie maanden uitgesloten van Europese wedstrijden. De UEFA stelde vast dat hij geen joint had gerookt en zelfs niet kon hebben meegerookt. Daarvoor was de concentratie in de urine te laag. Hij had het verhoogde cannabisgehalte te danken aan het eten van reformrepen waar het stimulerende plantenextract in verwerkt was. De UEFA verweet Smolarek wel dat hij beter had moeten opletten bij het eten van deze repen.

## Statistieken

### Cluboverzicht
| seizoen   | club                         | land                 | competitie       | wed. | goals |
| --------- | ---------------------------- | -------------------- | ---------------- | ---- | ----- |
| 2000-2001 | Feyenoord                    | Vlag van Nederland   | Eredivisie       | 25   | 3     |
| 2001-2002 | Feyenoord                    | Vlag van Nederland   | Eredivisie       | 19   | 2     |
| 2002-2003 | Feyenoord                    | Vlag van Nederland   | Eredivisie       | 0    | 0     |
| 2003-2004 | Feyenoord                    | Vlag van Nederland   | Eredivisie       | 21   | 7     |
| 2004-2005 | Feyenoord                    | Vlag van Nederland   | Eredivisie       | 3    | 0     |
| 2004-2005 | Borussia Dortmund            | Vlag van Duitsland   | Bundesliga       | 15   | 3     |
| 2005-2006 | Borussia Dortmund            | Vlag van Duitsland   | Bundesliga       | 34   | 13    |
| 2006-2007 | Borussia Dortmund            | Vlag van Duitsland   | Bundesliga       | 30   | 9     |
| 2007-2008 | Borussia Dortmund            | Vlag van Duitsland   | Bundesliga       | 3    | 0     |
| 2007-2008 | Racing Santander             | Vlag van Spanje      | Primera División | 34   | 4     |
| 2008-2009 | Racing Santander             | Vlag van Spanje      | Primera División | 0    | 0     |
| 2008-2009 | → Bolton Wanderers FC (huur) | Vlag van Engeland    | Premier League   | 12   | 0     |
| 2009-2010 | AO Kavala                    | Vlag van Griekenland | Alpha Ethniki    | 15   | 3     |
| 2010-2011 | Polonia Warschau             | Vlag van Polen       | Ekstraklasa      | 23   | 7     |
| 2011-2012 | Al-Khor                      | Vlag van Qatar       | Qatari League    | 10   | 3     |
| 2011-2012 | ADO Den Haag                 | Vlag van Nederland   | Eredivisie       | 12   | 2     |
| 2012-2013 | Jagiellonia Białystok        | Vlag van Polen       | Ekstraklasa      | 20   | 4     |

### Erelijst
- UEFA Cup: 2002 met Feyenoord
- Pools voetballer van het jaar: 2005, 2006, 2007
- 2008: Pools sportman van het jaar

### Interlands
| WK-statistieken         | Club              | Positie      | W |   |   | D | A |   |   |   |
| ----------------------- | ----------------- | ------------ | - | - | - | - | - | - | - | - |
| WK voetbal 2006 - Polen | Borussia Dortmund | Middenvelder | 3 | 0 | 1 | 0 | 0 | 1 | 0 | 0 |
| EK voetbal 2008 - Polen | Racing Santander  | Middenvelder | 3 | 1 | 0 | 0 | 0 | 1 | 0 | 0 |